# Pylaemenes konchurangensis
Pylaemenes konchurangensis ist ein in Vietnam vorkommender Vertreter der Gespenstschrecken. Die Art wurde in der Gattung Pylaemenes beschrieben, gehört aber von ihren morphologischen Merkmalen her in die Gattung Orestes.

## Merkmale
Bei Pylaemenes konchurangensis handelt es sich um eine langgestreckte Art, die sehr wenige Strukturen auf der Körperoberfläche aufweist und deren Weibchen der zeitgleich beschriebenen Pylaemenes konkakinhensis ähnelt. Im Vergleich zu dieser sind die Weibchen mit einer Körperlänge  von 51 bis 57 mm deutlich länger. Am Außenrand des ersten Fühlersegments befindet sich lediglich ein Tuberkel, während es bei Pylaemenes konkakinhensis zwei sind. Pylaemenes konchurangensis Weibchen haben im hinteren, seitlichen Bereich des vierten Tergits des Abdomens körnchenförmige Tuberkel. Ihre Subgenitalplatte ist nicht zugespitzt. Die Fühler sind 13 bis 15 mm lang und bestehen aus 25 Segmenten. Der 4 mm lange Kopf ist oval und trägt auf dem Vertex zwei Paar körnchenartigen Höckern, von denen das vorderes Paar etwas größer als hintere ist. Das Occiput ist zu einem nach hinten zusammenlaufenden, V-förmig Kamm erhöht. Am Hinterrand des Kopfes sind sechs kleinen Schwellungen erkennbar. Das 3 bis 3,5 mm lange Pronotum ist quadratisch. Sein Vorderrand ist nach innen gebogen. Das 11 bis 12 mm lange Mesonotum ist fast parallelseitig und hinter dem postmedialen Bereich leicht erweitert. Es ist länger als die kombinierte Länge des 4,5 bis 5 mm langen, quadratischen Metanotums und des 1,5 mm langen Mediansegments. Auf dem vierten bis siebten Tergit des Abdomens befinden sich medial X-förmige Strukturen. Das zweite und dritte Tergit ist parallelseitig, das vierte verbreitert sich nach hinten, während sich das fünfte und sechste Tergit nach hinten verjüngt. Das siebte Tergit hat mittig im hinteren Bereich einen Präopercularorgan genannten Höcker. Auf dem neunten Tergit befindet sich hinten eine längliche kammartige Struktur. Die Färbung der Weibchen wird von hellen Beige- und Brauntöne dominiert und ist eher typisch für Weibchen der Gattung Orestes.
Die fast einheitlich braun gefärbten Männchen sind mit etwa 41 mm Länge deutlich kleiner und schlanker als die Weibchen. Die Fühler sind 12 mm lang und bestehen aus 19 Segmenten. Der 3 mm lange Kopf hat im Vergleich zu den Weibchen ähnliche, aber ausgeprägtere Strukturen. Am auffälligsten sind die drei kurzen medialen Höcker und die zwei vorderen Stacheln auf dem Kamm des Occiputs. Pro-, Meso- und Metanotum sind ähnlich dimensioniert wie bei den Weibchen. Das Abdomen ist schlank, zylindrisch und wenig granuliert.

## Taxonomie und Systematik
George Ho Wai-Chun beschrieb die Art im Juli 2018 als Pylaemenes konchurangensis anhand zweier Weibchen und eines Männchens, welche Alexei V. Abramov aus Russland im September 2011 in 1020 m Höhe im Nationalpark Kon Chu Rang etwa 40 km nördlich der Stadt K’Bang in der vietnamesischen Provinz Gia Lai gefunden hatte. Eines der Weibchen wurde als Holotypus, das andere sowie das Männchen als Paratypen festgelegt. Die Weibchen sind am Manchester Museum der University of Manchester, das Männchen in der Sammlung der Hong Kong Entomological Society hinterlegt. Der Artname bezieht sich auf den Fundort der Tiere.
Im Rahmen der Beschreibung von sechs neuen Orestes-Arten aus Vietnam stellten Joachim Bresseel und Jérôme Constant bereits im Januar 2018 eine neue Abgrenzung zwischen den Gattungen Pylaemenes und Orestes vor, die 2021 durch molekulargenetische Untersuchungen bestätigt wurde. Dieser folgend, müsste Pylaemenes konchurangensis in die Gattung Orestes überführt werden.

## Terraristik
Seit 2019/2020 ist ein von Bresseel und Constant im Distrikt Kon Plông gesammelter sexueller Stamm in Zucht. Da die Tiere in beiden Geschlechtern sehr der Beschreibung von Pylaemenes konchurangensis ähneln, wurden sie von Bresseel als Orestes cf. konchurangensis 'Kong Plong' weitergegeben.